# A Via-Láctea (álbum)
A Via-Láctea  é o terceiro álbum de estúdio do cantor e compositor Lô Borges, lançado em 1979, após 7 anos de hiato. 

## História
Após Lô Borges passar sete anos sem gravar canções, em 1979 estreia o lançamento de “A Via Láctea”. Muitas canções de compilações do artista são deste disco: “Clube da Esquina 2″ – com uma letra criada por Márcio Borges, em cima do instrumental registrado no disco “Clube da Esquina”, “A Via Láctea”, “Equatorial”, “Vento de Maio”, “Tudo Que Você Podia Ser” e “Nau Sem Rumo”. Há também a participação de sua irmã Solange Borges, e de compositores como Fernando Oly, Rodrigo Leste, Paulinho Carvalho e Telo Borges, seu irmão. 

## Faixas
1. Sempre-viva (Márcio Borges e Lô Borges)
2. Ela (Márcio Borges e Lô Borges)
3. A Via-Láctea (Lô Borges e Ronaldo Bastos)
4. Clube da Esquina nº 2 (Márcio Borges, Lô Borges e Milton Nascimento)
5. A olho nu (Márcio Borges e Lô Borges)
6. Equatorial (Márcio Borges, Beto Guedes e Lô Borges)
7. Vento de maio (Telo Borges e Márcio Borges)
8. Chuva na montanha (Fernando Oly)
9. Tudo que você podia ser (Márcio Borges e Lô Borges)
10. Olha o bicho livre (Rodrigo Leste e Paulinho Carvalho)
11. Nau sem rumo (Márcio Borges e Lô Borges)

## Ligações Externas
- A Via-Láctea no Sítio Discogs.
- A Via-Láctea no Sítio do Lô Borges.